# Амосово (Псковский район)
Амосово — деревня в Псковском районе Псковской области России. Входит в состав Писковичской волости.
Деревня расположена в 8 км к северо-западу от центра города Пскова (на крайней северо-западной границе города) и в 3 км к северо-востоку от волостного центра, деревни Писковичи.
Наименована постановлением областного Собрания депутатов от 9 июля 1997 года.
Численность населения деревни по состоянию на 2000 год составляла 2 человека.